# 近衛政弁
近衛 政弁（このえ せいべん、康正元年（1455年）? - 文明9年6月1日（1477年7月11日））は、室町時代の浄土宗の僧侶。浄土寺の住職。父は近衛房嗣。

## 生涯
関白・近衛房嗣の子供として生まれる。母は不明。兄弟に教基・政家・道興・増運・政深がいる。
兄弟の道興・増運・政深と同様に仏門に入り、浄土宗の僧となり、かつて京都に存在した浄土寺の住職となった。
文明9年（1477年）6月1日、23歳（または22歳）で死去。